# Olney Springs
Olney Springs est une ville américaine située dans le comté de Crowley dans le Colorado.
La ville est nommée en l'honneur d'un représentant du Missouri Pacific Railroad.

## Démographie
| 1920 | 1930 | 1940 | 1950 | 1960 | 1970 |
| ---- | ---- | ---- | ---- | ---- | ---- |
| 240  | 228  | 260  | 279  | 263  | 264  |

| 1980 | 1990 | 2000 | 2010 | - | - |
| ---- | ---- | ---- | ---- | - | - |
| 253  | 340  | 389  | 345  | - | - |

Selon le recensement de 2010, Olney Springs compte 345 habitants. La municipalité s'étend sur 0,25 milles carrés (0,65 km2).